# Giancarlo Sangregorio

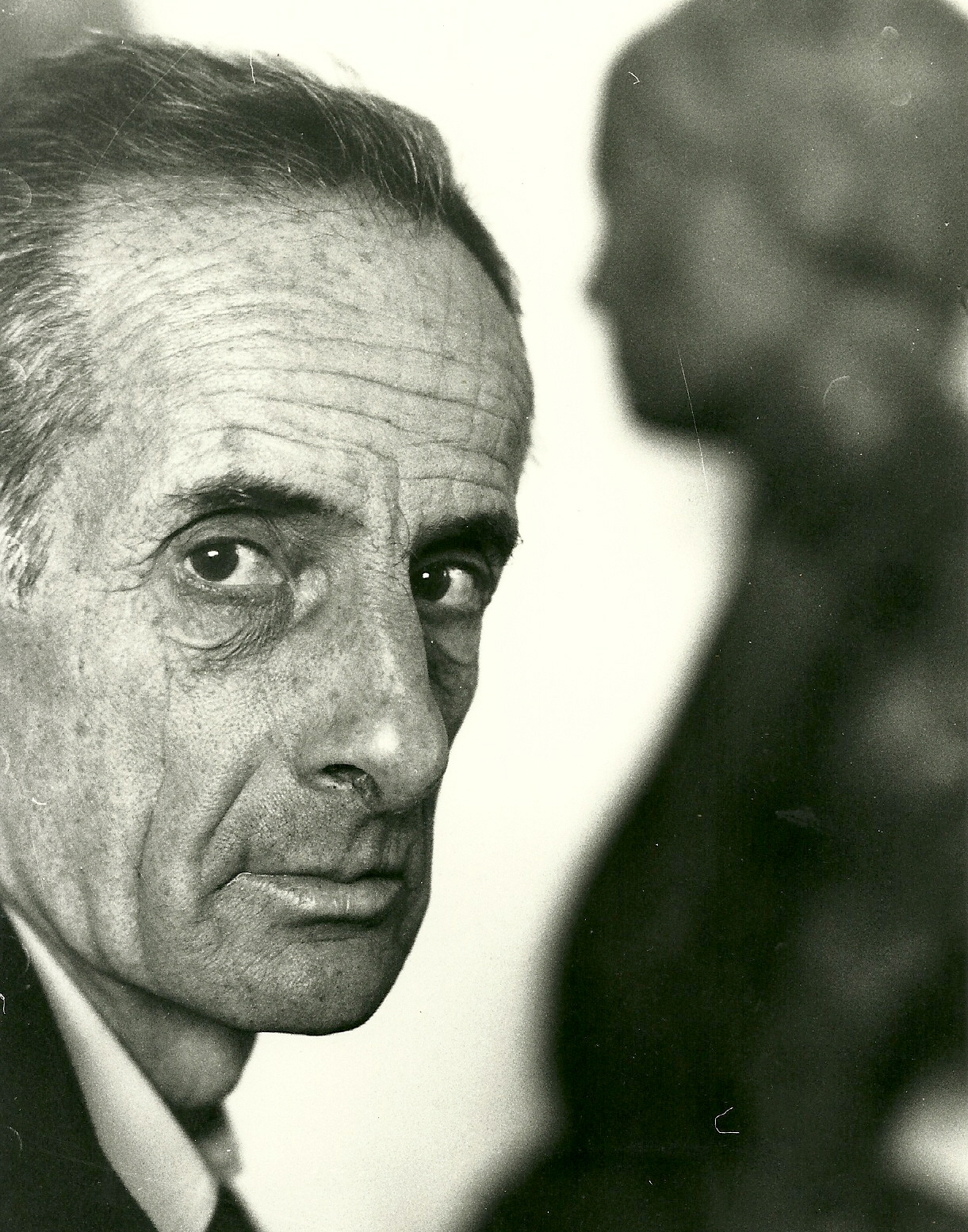
Giancarlo Sangregorio 1987, foto di Roberto Molinari.

Giancarlo Sangregorio (Milano, 20 aprile 1925 – Angera, 8 luglio 2013) è stato uno scultore italiano.

## Biografia
Nasce a Milano nel 1925. Comincia da autodidatta a scolpire opere in pietra, affascinato dalla materia delle cave dell'Ossola, dove trascorre lunghi periodi. Terminati gli studi classici, frequenta i corsi di scultura all'Accademia di Brera a Milano sotto la guida di Marino Marini.
Di quel periodo sono le sue prime importanti mostre di gruppo nelle principali città italiane. Dal 1950 al 1958 soggiorna sovente in Versilia: lavora il marmo delle Apuane e modella figure e ceramiche nelle fornaci di Viareggio. Intraprende lunghi viaggi all'estero, in particolare a Parigi, dove ha uno studio.
Intensifica i viaggi di formazione e contatto con artisti e gallerie in diverse nazioni, segue con interesse le proposte dell'arte informale, ma non è collocabile nel clima del momento e si distingue dagli artisti cresciuti con lui non accettando mai regole e mode solo per assecondare le aspettative della critica. È del 1952 la sua prima personale a Milano. Da allora è presente alle più significative manifestazioni d'arte internazionali. Ha esposto in Francia, ex–Jugoslavia, Germania, Israele, Belgio, Svizzera, Svezia, Stati Uniti, Messico, Argentina, Giappone e in Italia nelle maggiori città d'arte. L'interesse per le arti primitive, lo avvicina all'Africa dei Dogon e proprio in Mali viene a contatto con la realtà primordiale delle maschere e assiste alla lavorazione. Dopo aver conosciuto il mondo terreno dell'Africa, inizia un viaggio in Oceania che lo porta lungo il corso del fiume Sepik ad avvicinarsi ai lavori degli scultori della Nuova Guinea. Le opere di Giancarlo Sangregorio sono custodite in raccolte private e pubbliche italiane ed estere; numerosi anche i monumenti in diverse città europee. Frequenta le Fornaci di Cunardo in provincia di Varese e quelle dei Mazzotti ad Albisola. Significativa anche la ricerca sulle Impronte, esposte alla Fondazione Mudima di Milano nel 1994.

## Opere pubbliche e monumenti
- Sculture per Giardini pubblici di viale Forze Armate, Milano
- Trittico per Monumento alla Resistenza, Parco Milano Rogoredo
- Monolito verticale, Centro Documentazioni Torviscosa, Udine
- Monolito in travertino, Istituto Case Popolari viale Romagna, Milano
- Rilievi per sei atri d'ingresso, casa Via Monreale, Milano
- Rilievi, facciata della centrale elettrica Enel a Fusina, Venezia
- Scultura in pietra ad Arlesheim, Basilea
- Scultura in marmo per Parco di Arandjelovac, Serbia
- Sculture per scuola del Quartiere S. Ambrogio, Milano
- Monumento ai Caduti, Palau, Sardegna
- Scultura per la vecchia darsena, Porto Rotondo, Sardegna[1]
- Scultura per la città di Gottinga
- Scultura per la città di Friburgo
- Scultura a fronte del Palazzo Comunale di Lörrach
- Scultura per la scuola media statale di Olgiate Comasco
- Itinerario nel vuoto, scultura in Via Clerici, ex Palazzo Olivetti, Milano
- Scultura per Assicurazioni Toro, Palazzo degli uffici a Grandate, Como
- Scultura per il municipio di Sesto Calende
- Le sculture nel Giardino di Montagna, San Giulio di Gagnone, Valle Vigezzo
- Sculture nel Castello Visconti di San Vito, Somma Lombardo
- Sculture nel Palazzo Municipale Viani Visconti, Somma Lombardo